# 山田唯菜
山田 唯菜（やまだ ゆいな、6月21日 - ）は、日本の女性声優。福井県出身。アクセント所属。

## 略歴
福井県立福井商業高校卒業。専門学校東京アナウンス学院放送声優科を経てアクセント附属養成所シャイン16期生となる。
中学生のころに好きな作品ができて、声優を志すようになった。福井出身で言葉のアクセントに苦労していたが、負けず嫌いで他の人より多くの練習をして克服したという。
『クロムクロ』のミラーサ役でデビュー。『アイドルタイムプリパラ』の幸多みちる役で初めてメインキャストを務める。
姉は映画『チア☆ダン』のモデルとなった初代JETS・全米優勝時のリーダーで、読売巨人軍公式マスコットガール「ヴィーナス」2020年度リーダーの山田亜梨紗（ありさ）。

## 出演
太字はメインキャラクター。

### テレビアニメ
2016年
- クロムクロ（ミラーサ）
- 三者三葉（女子生徒）
- スカーレッドライダーゼクス（スタッフA）

2017年
- アイドルタイムプリパラ（幸多みちる）
- 夏目友人帳 陸（女子高生、街の女性）

2018年
- ピアノの森（2018年 - 2019年、アレグラ・グラナドス） - 2シリーズ
- あまんちゅ!〜あどばんす〜（女子、生徒）
- キラッとプリ☆チャン（2018年 - 2020年、ミズリー、ソレイユ）
- アニマエール!（有馬ひづめ）

2019年
- マナリアフレンズ（生徒E）
- コップクラフト（フューリー家の子供）
- 歌舞伎町シャーロック（2019年 - 2020年、尾上小百合、キャバ嬢）

2021年
- 怪物事変（怪物、女子、野次馬、雪女子）

2022年
- 失格紋の最強賢者（亜魔族A）

2024年
- 喧嘩独学（店員）
- グレンダイザーU（子供C）

### 劇場アニメ
- 劇場版 プリパラ&キラッとプリ☆チャン 〜きらきらメモリアルライブ〜（2018年、幸多みちる）
- BURN THE WITCH（2020年、新橋のえる[8]）

### Webアニメ
- アイドルランドプリパラ（2021年 - 2022年、ミーチル）
- BURN THE WITCH ＃0.8（2023年、新橋のえる[9]）
- SAND LAND: THE SERIES（2024年、サンドランド国民、フォレストランド国民）
- Duel Masters LOST 〜月下の死神〜（2024年、警官3）

### ゲーム
2010年代
- アイドルタイムプリパラ（2017年、みちる）
- プリパラ オールアイドルパーフェクトステージ!（2018年、幸多みちる）
- きららファンタジア（2018年、有馬ひづめ）
- モンスターストライク（2018年 - 2024年、ザ・ビューティフルベアーズ〈姉〉、千利休、ロシーダ、セレナーデ〈女性〉、蒼凪ミソラ、グランディオーソ）
- Dusk Diver 酉閃町（2019年、リウ・ユシャ）

2020年代
- BLEACH Brave Souls（2020年、新橋のえる）
- メギド72（2021年 - 2023年、ヴェルドレ）
- Dusk Diver 2 崑崙靈動（2022年、リウ・ユシャ）
- アイドルランドプリパラ（2023年、幸多みちる）

### ドラマCD
- 恋と嘘（2017年、飲食店の店員[1]）
- DUEL!（2017年、プレジダン[1]）
- ドラマCD ジーンのいじわる（2023年、紫央[19]）

### ボイスコミック
- ムービングコミック 人形峠（2018年、支倉朝子 他）[20]
- 仄見える少年（2020年 - 2021年、片儺木夜生）
- うちの上司は見た目がいい（2021年、青山文[21]）

### 吹き替え

#### 映画
2016年
- マギー（ボビー・ヴォーゲル）

2018年
- ピーターラビット（ヒナ4）※劇場公開版
- ジュラシック・ユニバース（ジョイ）
- ネバー・サレンダー 肉弾英雄（サラ）

2019年
- レプリカズ（ソフィ・フォスター）

2021年
- ピーターラビット2/バーナバスの誘惑（アメリア〈リリー・ホール〉）

#### テレビドラマ
2016年
- スーパーナチュラル シーズン11
- プリティ・シュート!（パーカー）
- CSI:サイバー シーズン2

2017年
- ワンディ家族の歌 シーズン1（カルメン）
- スニーキー・ピート（2017年 - 2019年、カーリー） - 3シリーズ
- エレメンタリー ホームズ&ワトソン in NY シーズン5
- ワルノリ!どっきりギャング（ベイリー）
- パトリオット シーズン1（エフラム）
- ミルドレッドの魔女学校（2017年 - 2018年、フェリシティ） - 2シリーズ
- ロア〜奇妙な伝説〜 シーズン1
- シグムンドとシーモンスターたち（ロビン）
- ブラックミラー シーズン4（サラ〈小学生〉 他）

2018年
- アウトランダー シーズン3
- アレクサ&ケイティ（ハンナ） - 2シリーズ
- 軽い男じゃないのよ（シュザンヌ）
- サルベーション -地球の終焉-（ゾーイ・バロウズ） - 2シリーズ
- 最強のマーチング・バンド（ダーシーラ 他）

2019年
- 愛の温度（ヒョニ）
- サーヴァント ターナー家の子守（リアン・グレイソン〈ネル・タイガー・フリー〉）

2020年
- 王になった男（ユ・ソウン〈イ・セヨン〉）※テレビドラマ版

2021年
- キャサリン スペイン王女の華麗なる野望（メグ〈ジョージー・ヘンリー〉）

2023年
- 赤い袖先（ソン・ドクイム〈イ・セヨン〉）

#### テレビアニメ
- シーラとプリンセス戦士 シーズン1（2018年、スピンナーレラ ）[1]

#### アニメ
- スーパーヒーロー・パンツマン（2017年）[1]
- スマーフ スマーフェットと秘密の大冒険（2017年、スマーフ・ペタル）[29]
- スモールフット（2018年、外し女）[30]
- グリンチ（2018年、フーの少年③）[31]
- トッツ とべ! あかちゃん おとどけたい（2019年、エヴァ[32]）

## ディスコグラフィ

### キャラクターソング
| 発売日         | 商品名                                                           | 歌                                                                             | 楽曲 | 備考                                                          |
| -------------- | ---------------------------------------------------------------- | ------------------------------------------------------------------------------ | --- | ------------------------------------------------------------- |
| 2017年7月26日  | アイドルタイムプリパラ♪ソングコレクション 〜ゆめペコ〜           | 幸多みちる（山田唯菜）                                                         | 「GOスト♭コースター」                                                                                        | テレビアニメ『アイドルタイムプリパラ』挿入歌                  |
| 2017年12月6日  | アイドルタイムプリパラ♪ソングコレクション 〜ゆめペコおかわり！〜 | MY☆DREAM                                                                       | 「ハートフル♡ドリーム」                                                                                      | テレビアニメ『アイドルタイムプリパラ』エンディングテーマ      |
| 2018年3月25日  | GAME PriPara Music Collection vol.5                              | みちる（山田唯菜）                                                             | 「StarLight★HeartBeat」                                                                                      | ゲーム『アイドルタイムプリパラ』関連曲                        |
| 2018年6月27日  | アイドルタイムプリパラ☆ミュージックコレクション                  | MY☆DREAM                                                                       | 「Giraギャラティック・タイトロープ」 「Believe My DREAM!」                                                   | テレビアニメ『アイドルタイムプリパラ』挿入歌                  |
| 2018年9月22日  | GAME PriPara Music Collection vol.7                              | ゆい（伊達朱里紗）、にの（大地葉）、みちる（山田唯菜）、しゅうか（朝日奈丸佳） | 「ワクワクO’clock」                                                                                          | ゲーム『アイドルタイムプリパラ』関連曲                        |
| 2018年9月22日  | GAME PriPara Music Collection vol.7                              | みちる（山田唯菜）                                                             | 「ワクワクO’clock」                                                                                          | ゲーム『アイドルタイムプリパラ』関連曲                        |
| 2018年11月7日  | テレビアニメ「アニマエール！」テーマソングコレクション -Smile-   | 神ノ木高校チアリーディング部                                                   | 「ジャンプアップ↑エール!!」                                                                                  | テレビアニメ『アニマエール！』オープニングテーマ              |
| 2018年11月7日  | テレビアニメ「アニマエール！」テーマソングコレクション -Smile-   | 神ノ木高校チアリーディング部                                                   | 「One for All」                                                                                              | テレビアニメ『アニマエール！』エンディングテーマ              |
| 2018年11月7日  | テレビアニメ「アニマエール！」テーマソングコレクション -Smile-   | 神ノ木高校チアリーディング部                                                   | 「Color select」                                                                                             | テレビアニメ『アニマエール！』関連曲                          |
| 2018年11月7日  | テレビアニメ「アニマエール！」テーマソングコレクション -Wink-    | 有馬ひづめ（山田唯菜）                                                         | 「yell for…」                                                                                                | テレビアニメ『アニマエール！』関連曲                          |
| 2018年11月28日 | プリパラ ULTRA MEGA MIX COLLECTION                               | 幸多みちる（山田唯菜）                                                         | 「GOスト♭コースター（Y&Co. Dance Mix）」                                                                     | テレビアニメ『アイドルタイムプリパラ』関連曲                  |
| 2018年11月28日 | プリパラ ULTRA MEGA MIX COLLECTION                               | MY☆DREAM                                                                       | 「ハートフル♡ドリーム（DJ Noriken Hardcore Mix）」 「Believe My DREAM!（DJ Shimamura's Hardcore Rave Mix）」 | テレビアニメ『アイドルタイムプリパラ』関連曲                  |
| 2019年9月11日  | プロミス！リズム！パラダイス！                                   | ガァルマゲドン・ミ                                                             | 「し〜くれっと！ラタトゥイユ」                                                                               | Webアニメ『アイドルランドプリパラ』エンディングテーマ・挿入歌 |
| 2019年9月11日  | プロミス！リズム！パラダイス！                                   | マイ☆ドリーム                                                                  | 「ピュア・ハート・カレンダー」                                                                               | Webアニメ『アイドルランドプリパラ』エンディングテーマ・挿入歌 |
| 2019年9月11日  | プロミス！リズム！パラダイス！                                   | PRI-Crew Friends                                                               | 「Crew-Sing! Friend-Ship♡」                                                                                  | アニメ・ゲーム『プリパラ』関連曲                              |
| 2024年11月13日 | プリパラ ソング♪コレクション Melody Moments!                     | MY☆DREAM                                                                       | 「シリアル・ドリーマー!!!」                                                                                  | アニメ・ゲーム『プリパラ』関連曲                              |

### ユニットメンバー
1. 1 2 3 4 5  夢川ゆい（伊達朱里紗）、虹色にの（大地葉）、幸多みちる（山田唯菜）
2. ↑  鳩谷こはね（尾崎由香）、猿渡宇希（井澤美香子）、有馬ひづめ（山田唯菜）、舘島虎徹（楠木ともり）、牛久花和（白石晴香）
3. ↑  黒須あろま（牧野由依）、白玉みかん（渡部優衣）、ガァルル（真田アサミ）、幸多みちる（山田唯菜）
4. ↑  茜屋日海夏、芹澤優、久保田未夢、山北早紀、澁谷梓希、若井友希、牧野由依、渡部優衣、真田アサミ、斎賀みつき、赤﨑千夏、佐藤あずさ、田中美海、大森日雅、山下七海、伊達朱里紗、大地葉、山田唯菜、朝日奈丸佳、山下誠一郎、小林竜之、土田玲央